# دوره جرج
دوره جرج (به انگلیسی: Georgian era) در تاریخ بریتانیا به دوره زمانی سلطنت چهار شاه هانوفری اول در بریتانیای کبیر گفته می‌شود و به دلیل اینکه همگی جرج نام داشتند، از این دوره بنام دوره جرج یاد می‌کنند: جرج اول، جرج دوم، جرج سوم و جرج چهارم.
زمان این دوره از سال ۱۷۱۴ میلادی تا ۱۸۳۰ و همچنین دوره نیابت سلطنت با اداره حکومت توسط ولیعهد جرج چهارم (به عنوان شاهزادهٔ ولز) در مدت بیماری پدرش جرج سوم می‌باشد. گهگاهی پهنه این دوره شامل سلطنت کوتاه ویلیام چهارم نیز می‌شود، که با مرگش در سال ۱۸۳۷ میلادی پایان یافت. آخرین شاه هانوفری در بریتانیای کبیر، ملکه ویکتوریا برادرزاده ویلیام بود، کسی که همنام عصر تاریخی ویکتوریا که برابر با آغاز سلطنتش هم‌زمان با مرگ ویلیام و ادامه سلطنت تا مرگش است.
این مفهوم به‌طور کلی در زمینه‌های تاریخ اجتماعی و معماری به کار می‌رود.